# BBC3
BBC3 (англ. BCL2 binding component 3) – білок, який кодується однойменним геном, розташованим у людей на короткому плечі 19-ї хромосоми. Довжина поліпептидного ланцюга білка становить 261 амінокислот, а молекулярна маса — 26 498.
| 10         |  | 20         |  | 30         |  | 40         |  | 50         |
| ---------- |  | ---------- |  | ---------- |  | ---------- |  | ---------- |
| MKFGMGSAQA |  | CPCQVPRAAS |  | TTWVPCQICG |  | PRERHGPRTP |  | GGQLPGARRG |
| PGPRRPAPLP |  | ARPPGALGSV |  | LRPLRARPGC |  | RPRRPHPAAR |  | CLPLRPHRPT |
| RRHRRPGGFP |  | LAWGSPQPAP |  | RPAPGRSSAL |  | ALAGGAAPGV |  | ARAQRPGGSG |
| GRSHPGGPGS |  | PRGGGTVGPG |  | DRGPAAADGG |  | RPQRTVRAAE |  | TRGAAAAPPL |
| TLEGPVQSHH |  | GTPALTQGPQ |  | SPRDGAQLGA |  | CTRPVDVRDS |  | GGRPLPPPDT |
| LASAGDFLCT |  | M          |  |            |  |            |  |            |

A: Аланін

C: Цистеїн

D: Аспарагінова кислота

E: Глутамінова кислота

F: Фенілаланін

G: Гліцин

H: Гістидин

I: Ізолейцин

K: Лізин

L: Лейцин

M: Метіонін

P: Пролін

Q: Глутамін

R: Аргінін

S: Серин

T: Треонін

V: Валін

Задіяний у таких біологічних процесах, як апоптоз, альтернативний сплайсинг. 
Локалізований у мітохондрії.